# Останній зореліт із Землі
«Останній зореліт із Землі» (англ. «The Last Starship from Earth») — науково-фантастичний роман Джона Бойда 1968 року, його найвідоміший і дебютний науково-фантастичний роман.
У ньому розповідається про світ, який настав би, якби Ісус Христос мав екстремістські погляди. Математик Голдейн IV бере участь у створенні машини часу з метою змінити історію християнства і всього людства.

## Жанрова приналежність та сенси
Дія роману розгортається в антиутопічному суспільстві недалекого майбутнього. Хоча спочатку це не очевидно, роман також є зразком альтернативної історії.
У цьому світі замість того, щоб проповідувати мир і прощення та бути розіп'ятим, Ісус став революційним агітатором і зібрав армію, щоб повалити Римську імперію, встановивши теократію, перш ніж його вбили з арбалета, який став релігійним символом, подібним до хреста. Режим, встановлений Ісусом, продовжує діяти донині. Він проповідує не прощення та самопожертву, а винищення ворогів. Режим панує над усім світом, змішавшись із науковими ідеями та передовими технологіями. Так, людство ще в XIX столітті розвинуло міжпланетні польоти, оскільки на Землі не було середньовіччя. Суспільство поділене на ізольовані класи. Церквою керує папа-ШІ, який добирає людям партнерів усередині їхніх класів. Електронного папу створив учений, який для класу математиків став релігійною постаттю.

## Стислий сюжет
Центральним персонажем є Голдейн IV, математик, який вступає в заборонені кастою стосунки з поетесою Гелікс. Щоб мати привід зустрітися з нею, він досліджує «математику поезії». Він також зацікавився розслідуванням Фейрвезера, відомого математика, який жив незадовго до його часу, та його сина Фейрвезера II, який, як він виявляє, очолив невдале повстання.
Романтичні стосунки Голдейна та Гелікс виявляють, і відбувається показовий суд. Голдейна опитують представник Церкви, математик, юрист, соціолог і психолог. У результаті якого Голдейна відправляють на Пекло — замерзлу планету, що обертається навколо далекої зірки.
Прибувши на Пекло в «останньому зорельоті з Землі», він зустрічає Фейрвезера II і возз'єднується з Гелікс. Виявляється, що Гелікс є дочкою Фейрвезера II; Фейрвезер II усе підлаштував, оскільки йому потрібен був математик для його машини часу. Також виявляється, що Пекло вкрите кригою лише в холодний сезон, а жителі планети приховують це від землян.
Фейрвезер II робить Голдейна безсмертним і відправляє його на місію в минуле вбити Ісуса, взявши ім'я Юда Іскаріот. Видавши Ісуса владі, математик створює йому образ мученика, що проповідував мир, любов і справедливість.
В епілозі Голдейн відмовляється вбити Ісуса. Він присипляє його наркотиками, щоб імітувати смерть, і відправляє на планету Пекло. Сам Голдейн завдяки отриманому безсмертю доживає до 60-х років XX століття під іменем Гол Дейн, і зустрічає дівчину, дуже схожу на Гелікс.

## Відгуки критиків
Роберт Е. Гайнлайн, зазвичай вкрай скупий на схвальні відгуки, написав, що роман Бойда: "стоїть на одній полиці з «1984» і «Дивним новим світом», а «Лос-Анджелес Таймс» зазначила: «Написаний у літературній традиції Гакслі, Орвелла та Бредбері — це твір надзвичайного впливу».
Водночас, Джоанна Расс у своїй рецензії на книгу в 1969 році була дуже критичною і написала: «Я пробачаю пану Бойду страждання, які завдав мені його роман, і сподіваюся, що він зрештою пробачить мені страждання, які ця рецензія може завдати йому, але для Берклі немає прощення. Лише реформи. Не повторюй цього знову».
Спайдер Робінсон, однак, похвалив роман як «чудовий, із суворо послідовною внутрішньою логікою, яка насправді стає очевидною лише в останньому розділі».

## Переклади
Роман перекладено багатьма мовами, зокрема
- французькою як «Dernier vaisseau pour l'enfer», 1971
- італійською як «L'ultima astronave per l'inferno», 1976
- німецькою як «Der Überläufer», 1978
- нідерландською як «Het laatste sterrenschip van de aarde», 1979
- польською як «Ostatni statek z planety Ziemia», 1979
- іспанською як «La última astronave de la tierra», 1980
- російською як «Последний звездолёт с Земли», 1992

Українською мовою не видавався.

## Виноски
1. ↑  Fox, Margalit (7 травня 2011). Joanna Russ, 74, Dies; Wrote Science Fiction. The New York Times.
2. ↑  «Galaxy Bookshelf», Ґелексі сайнс фікшн, December 1976, p.128
3. ↑  Title: The Last Starship from Earth. www.isfdb.org. Процитовано 26 грудня 2023.
4. ↑  Джон Бойд «Последний звездолёт с Земли». web.archive.org. 21 січня 2019. Архів оригіналу за 21 січня 2019. Процитовано 26 грудня 2023.
5. ↑  L'ultima astronave per l'inferno (The Last Starship from Earth). www.fantascienza.com. Процитовано 26 грудня 2023.
6. ↑  Index Translationum. web.archive.org. 18 жовтня 2022. Архів оригіналу за 18 жовтня 2022. Процитовано 26 грудня 2023.